# Golborne
Golborne (go:[l]bə:n) ist eine Stadt im Metropolitan Borough of Wigan, in Greater Manchester, England. Die Stadt gehört historisch zur Grafschaft Lancashire.

## Lage
Golborne liegt 9 km südsüdöstlich von Wigan, 10 km nordöstlich von Warrington und 22 km westlich von Manchester.

## Name
Der Name Golborne kommt von den altenglischen Wörtern golde und burna und bedeutet „Bach, wo Sumpfdotterblumen wachsen“.  In frühen Dokumenten wurde Golborne noch anders geschrieben: 1187 Goldeburn, 1201 Goldburc, 1212 Goseburn und Goldburn oder 1242 Golburne. Golborne und Gowborne waren die Schreibweisen des 16. Jahrhunderts.

## Geschichte
Beda Venerabilis schrieb in Historia ecclesiastica gentis Anglorum von einem geweihten Brunnen in der Nähe von Golborne.

## Bevölkerungsentwicklung
| Bevölkerungswachstum in Golborne seit 1901 | Bevölkerungswachstum in Golborne seit 1901 | Bevölkerungswachstum in Golborne seit 1901 | Bevölkerungswachstum in Golborne seit 1901 | Bevölkerungswachstum in Golborne seit 1901 | Bevölkerungswachstum in Golborne seit 1901 | Bevölkerungswachstum in Golborne seit 1901 | Bevölkerungswachstum in Golborne seit 1901 | Bevölkerungswachstum in Golborne seit 1901 |
| Jahr                                       | 1901                                       | 1911                                       | 1921                                       | 1931                                       | 1939                                       | 1951                                       | 1961                                       | 2001                                       |
| ------------------------------------------ | ------------------------------------------ | ------------------------------------------ | ------------------------------------------ | ------------------------------------------ | ------------------------------------------ | ------------------------------------------ | ------------------------------------------ | ------------------------------------------ |
| Bevölkerung                                | 6.789                                      | 6.931                                      | 7.183                                      | 7.321                                      | 13.845                                     | 16.878                                     | 21.310                                     | 20.007                                     |
|                                            |                                            |                                            |                                            |                                            |                                            |                                            |                                            |                                            |

## Persönlichkeiten
- Peter Kane (1918–1991), Boxer im Fliegengewicht
- Roger Hunt (1938–2021), Fußballspieler und Teil der Gewinnermannschaft der Fußball-Weltmeisterschaft 1966
- Paul Hart (* 1953), Fußballspieler
- Dynamite Kid (1958–2018), Wrestler
- Davey Boy Smith (1962–2002), Wrestler